# Eudarcia vacriensis
Eudarcia vacriensis is een vlinder uit de familie van de Meessiidae. Deze soort is voor het eerst wetenschappelijk beschreven als Meessia klimeschi vacriensis door Umberto Parenti in een publicatie uit 1851.
De soort komt voor in Italië.